# Рапино
Рапино (итал. Rapino) је насеље у Италији у округу Кјети, региону Абруцо.
Према процени из 2011. у насељу је живело 1258 становника. Насеље се налази на надморској висини од 401 м.

## Становништво
Према резултатима пописа становништва 2011. у општини је живело 1.356 становника.
| 1931. | 1936. | 1951. | 1961. | 1971. | 1981. | 1991. | 2001. | 2011. |
| ----- | ----- | ----- | ----- | ----- | ----- | ----- | ----- | ----- |
| 2.508 | 2.561 | 2.535 | 2.192 | 1.738 | 1.672 | 1.569 | 1.433 | 1.356 |